# NGC 6957
NGC 6957 је спирална галаксија у сазвежђу Делфин која се налази на NGC листи објеката дубоког неба.
Деклинација објекта је + 2° 34' 50" а ректасцензија 20h 44m 47,7s. Привидна величина (магнитуда) објекта NGC 6957 износи 14,5 а фотографска магнитуда 15,2. NGC 6957 је још познат и под ознакама CGCG 374-7, PGC 65302.